# ルーアン (ソーヌ＝エ＝ロワール県)
ルーアン（Louhans (フランス語発音: [lu.ɑ̃])）は、フランス・ブルゴーニュ＝フランシュ＝コンテ地域圏ソーヌ＝エ＝ロワール県にあるコミューンである。
町の通りは11世紀からのもので、とても象徴的な店舗やアーチが沿っている。また、町はとても観光的であり、静かなためグリーンツーリズムの適地となっている。